# Oseleta
Oseleta ist eine alte, autochthone Rotweinsorte aus dem Valpolicella-Gebiet in der italienischen Region Venetien. Sie war nach der Reblauskatastrophe fast ausgestorben, wird heute aber wieder vereinzelt angebaut. Gelegentlich wird die Sorte für die Assemblage von Valpolicella und Amarone benutzt, seit 1999 aber auch als Hauptsorte eines eigenständigen Weins (Osar) angebaut.

## Abstammung, Verbreitung
Oseleta weist eine genetische Nähe zu den Rebsorten Corvina Veronese, Rondinella, Garganega, Dindarella und Pelara auf.
Die durch die Reblauskatastrophe nahezu ausgestorbene Sorte wurde in den 1970er-Jahren in der Gemeinde Pigozzo in der Provinz Verona in Venetien reaktiviert. Seit dem Jahre 2002 ist sie wieder amtlich zugelassen und im Bereich Valpolicella empfohlen. Die Anbaufläche in Italien beträgt 15 ha (2010).

## Ampelografische Sortenmerkmale
- Die Triebspitze ist offen.
- Die großen Blätter sind rundlich und nicht gebuchtet.
- Die walzenförmige Traube ist dichtbeerig und manchmal geschultert. Die rundlichen Beeren sind klein und von fast schwarzer Farbe.

Reife: mittel

## Eigenschaften
Die Sorte ist anfällig für Botrytis.

## Wein
Die gewonnenen Rotweine sind farbkräftig, tanninreich mit Aromen nach Kräutern und Zimt.